# San Sebastian (Samar)
San Sebastian é um município de  sexta classe de renda municipal (d) na província Samar, nas Filipinas. De acordo com o censo de 1 de maio  de  2020 possui uma população de 8 704 pessoas e 1 968 domicílios.